# Télécoms Sans Frontières
Télécoms Sans Frontières (TSF) è una organizzazione non governativa (abbreviata in ONG) dedicata all'uso delle tecnologie in situazioni di emergenza. Essa interviene in tutto il mondo nel contesto di crisi umanitarie, zone di conflitto e aree colpite dai disastri naturali per installare le comunicazioni satellitari per le popolazioni colpite e le organizzazioni umanitarie attive nella zona.

## Storia
In diverse esperienze nel settore umanitario tra il 1991 e il 1997, durante la prima Guerra del Golfo e la Guerra dei Balcani, i fondatori di TSF si sono resi conto che in aggiunta ad un aiuto medico e alimentare, c'era un reale bisogno di telecomunicazioni in situazioni di emergenza.
Per poter far fronte a questo bisogno, TSF fu fondata nel 1998 e cominciò ufficialmente le sue attività con la prima missione durante la Guerra del Kosovo per offrire chiamate telefoniche satellitari ai rifugiati in fuga dal conflitto. Negli anni seguenti, TSF espande la propria azione a supporto degli attori impegnati in seguito a crisi umanitarie. Nel 2001, il primo centro di telecomunicazioni fu creato in Afghanistan per permettere alle NGO attive nell'area di utilizzare dei sistemi satellitari di telecomunicazione.
Tra il 2003 e il 2006, TSF apre due uffici regionali in Thailandia e in Nicaragua (l'attuale ufficio regionale in America fu aperto in Messico nel 2016) e diventa partner di due enti internazionali nel settore umanitario: la direzione generale per la protezione civile e le operazioni di aiuto umanitario europee (ECHO) e il cluster per le telecomunicazioni in emergenza (conosciuto come Emergency Telecommunications Cluster – ETC), fondato dall'Ufficio delle Nazioni Unite per gli Affari Umanitari (OCHA) e diretto dall'UNICEF, Fondo delle Nazioni Unite per l'Infanzia, attualmente l'ETC è diretto dal Programma alimentare mondiale (PAM).

## Organizzazione
La TSF ha posto la propria sede a Pau (in Francia) e due uffici regionali a Bangkok (in Thailandia) e Guadalajara (in Messico).
Inoltre ha anche due rappresentanti a Washington D.C. e a Londra che supportano le proprie attività di partenariato.
La direzione dell'organizzazione è assicurata da un Consiglio di Amministrazione:
- Jean-François Cazenave - Presidente
- Robert Chassagnieux – Vice Presidente
- Jean-Claude Laurent – Segretario Generale
- François Meyer - Tesoriere
- Christiane Constant – Membro del consiglio non esecutivo
- Daniel Nataf - Membro del consiglio non esecutivo

## Attività
I principali settori di intervento di TSF includono la risposta d'urgenza, la formazione, l'educazione, la riduzione del divario digitale e la protezione e assistenza.
- Risposta d'urgenza: In seguito a disastri naturali o crisi umanitarie, TSF offre chiamate telefoniche e connessione internet alle popolazioni colpite e agli altri attori umanitari presenti sul posto.
- Formazione: TSF organizza attività di formazione per governi locali, ONG, e altri enti internazionali per insegnare l'uso delle tecnologie in situazioni di emergenza.
- Educazione: TSF sviluppa progetti per offrire opportunità educative attraverso le tecnologie a bambini che vivono in aree colpite da conflitti o crisi umanitarie.
- Riduzione del divario digitale: TSF apre dei centri di telecomunicazione in aree isolate e senza connessione per offrire vari tipi di servizi, come la connessione a internet oltre a corsi di formazione in competenze digitali, alla popolazione locale, incluse le scuole, le organizzazioni sanitarie, le ONG e altre associazioni presenti nella zona.
- Protezione e assistenza: TSF sviluppa progetti per assistere le vittime di situazioni di instabilità e crisi prolungate, causate dai cambiamenti climatici, da disastri umanitari o conflitti. Queste attività includono sistemi di diagnosi a distanza, sistemi di preallarme, mHealth, sicurezza alimentare, raccolta di dati e sistemi di allerta via SMS.

## Competenze
- Centro di telefonia di emergenza (TECC): Sistema di telecomunicazione che consente l'uso di comunicazioni IP in situazioni di emergenza umanitaria.
- Instant Network mini: Stazione GSM sviluppata da TSF e dalla Fondazione Vodafone per installare reti mobile temporanee in situazioni di emergenza.
- mLearning kit: Il kit include dei tablet Android, un server a basso consumo con contenuti educativi digitali (Raspberry Pi), un computer portatile e un router Wi-Fi per condividere la connessione e creare la rete locale. Il kit funziona a batteria e ha un'autonomia di almeno un giorno.
- Sistema per la diffusione di informazioni umanitarie: Sistema gestito a distanza per diffondere informazioni lungo le rotte migratorie e nei campi profughi.
- Servizio Satellitare Mobile (MSS): Terminali satellitari portatili che possono offrire accesso a internet, telefonia o entrambi.
- Servizio Satellitare Fisso (FSS): Comunemente chiamato VSAT, è impiegato in aree isolate, campi profughi, e nelle prime ore dopo un disastro naturale per offrire una connessione internet per le ONG che lavorano sul campo e per le popolazioni che aiutano.
- Raccolta di informazioni: Sistema di raccolta di informazioni via internet o SMS per, ad esempio, stimare il numero di persone colpite da un disastro, valutare la vulnerabilità di una popolazione e misurare l'impatto di un'attività.

## Partner
- Inmarsat[1]
- Vodafone Foundation[2]
- Eutelsat[3]
- AT&T[4][5]
- European Community Humanitarian Aid Office[6]
- Thales Foundation[7]
- PCCW[8]
- Capacity Media[9]
- Evox trading[10] - VoIP Carrier
- IT Cup[11]
- Communauté d'agglomération de Pau-Pyrénées
- Friends of Telecoms Without Borders[12]
- Speedcast[13]